# Lady Bunny
Lady Bunny (nascuda com a Jon Ingle; Chattanooga, 14 d'agost de 1962) és una drag-queen, DJ, promotora i fundadora estatunidenca. Va fundar l'esdeveniment anual de Wigstock. També ha llançat senzills com "Shame, Shame, Shame!" i "The Pussycat Song". Ha aparegut en pel·lícules com Party Girl, Wigstock: The Movie, Peoria Babylon, Starrbooty, Another Gay Movie i To Wong Foo, Thanks for Everything! Julie Newmar.